# DJ Mehdi

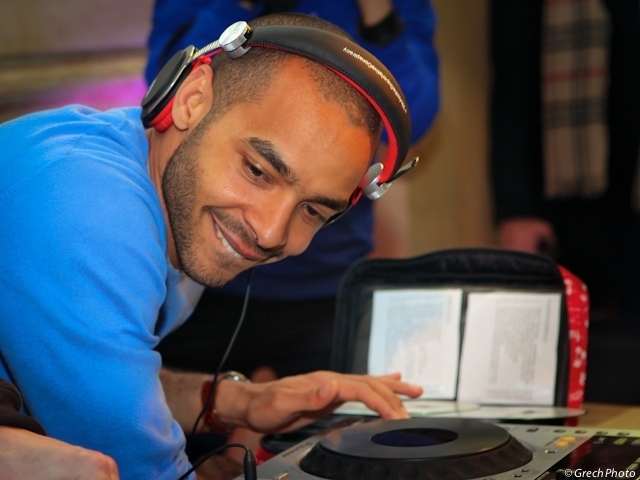
DJ Mehdi

DJ Mehdi, pseudoniem van Mehdi Favéris-Essadi (Gennevilliers, 20 januari 1977 – Parijs, 13 september 2011) was een Frans hiphop en house producer.

## Biografie
Mehdi werd geboren in een voorstad ten noordwesten van Parijs (departement Hauts-de-Seine) en heeft een Tunesische achtergrond. Hij was diskjockey bij de groepen: Different Teep (ex-groep van Manu Key & Lil Jahson), Ideal J en ex lid van het collectief The Mafia K'1 Fry. Hij was lange tijd de quasi-aangewezen producer van de groep 113 en zorgde voor bijna alle producties van Different Teep en Karlito. In zijn werk heeft Mehdi verschillende remixen gemaakt voor vele elektronische acts en de soundtrack gecomposeerd voor vele Franse en internationale films.
Na erkend te worden voor zijn acties en zijn verandering als een van de eerste Franse underground hiphop muziek scène, heeft hij hiphop en elektronische muziek met elkaar gemixt. Mehdi heeft samengewerkt met artiesten Daft Punk, Cassius, MC Solaar, Futura 2000, Asian Dub Foundation en Chromeo.
Draaiend onder het multi-genrelabel Ed Banger Records, werkten Mehdi en Pedro Winter (Busy P) samen aan verschillende disco-hop muziek sinds 1997. Samen hebben ze een succesvolle maandelijkse dj-nacht in de voormalige Parijse hotspot Pulp gehost.
Mehdi bracht zijn eerste volledige album uit in 2002 (The Story of Espion),en zijn tweede album, Lucky Boy, in augustus 2006.
Sinds februari 2010 had DJ Mehdi een collab onder de naam Carte Blanche met Riton, een dj uit Newcastle. Hun eerste ep samen was Black Billinonaires (mei 2010); hier kwamen later nog remixes van uit. Hun tweede en laatste ep is White Man On The Moon, deze kwam exact een jaar na hun eerste ep uit. Mehdi en Riton toerden de hele wereld rond (voornamelijk West-Europa en Noord-Amerika) en draaiden ook een aantal keren in Nederland, onder andere op Valtifest en Rauw in Amsterdam en Utrecht.

## Overlijden
Mehdi overleed op 34-jarige leeftijd toen het dak van zijn appartement in Parijs plotseling inzakte. Hij was met vrienden op het dak de verjaardag van Riton aan het vieren, toen een aantal personen door het dak viel. Een aantal personen raakte zwaargewond, DJ Mehdi overleefde de val niet. Riton is als enige niet naar beneden gevallen, hij bleef ongedeerd.

## Discografie

### Albums

#### Ideal J
- 1996: Original Mc's Sur Une MIssion (1996)
- 1998: Le Combat Continue (1998)

#### 113
- 1998: Ni barreaux, ni barrières, ni frontières (1998)
- 1999: Les Princes De La Ville (1999)
- 2002: Fout La Merde (2002)

#### Karlito
- 2001: Contenu Sous Pression (2001)

#### DJ Mehdi
- 2002: The Story Of Espion (2002)
- 2005: Des Friandises Pour Ta Bouche
- 2006: Lucky Boy
- 2007: Lucky Boy At Night

### Singles
- 1997: "Wonderbra" ("Paradisiaque", Mc Solaar) (1997)
- 2000:"Classik" / "Au Fond De Mon Cœur" / "Esclave 2000" ("Touche D'Espoir", Assassin) (2000)
- 2000:"A L'Anciene" / "Les Points Sur Les I Remix" ("Les Points Sur Les I", Intouchable) (2000)
- 2001: "Le Ssem" / "Le Jeu de La Mort" ("La Vie Avant La Mort", Rohff) (2001)
- 2006: Couleur Ebène ("Ouest Side", Booba) (2006)
- 2007: I Am Somebody
- 2007: Lucky Girl EP
- 2007: Signatune EP
- 2008: Pocket Piano EP

### Remixes
- 1997: Koma - Realite Rap (DJ Mehdi Remix)
- 1998: 113 - Les Evadés (Remix)
- 1999: Cassius - Feeling for You (Cambridge Circus Mix)
- 2000: Joakim Lone Octet - Oleg Dans Les Bois" (DJ Mehdi Remix)
- 2000: Manu Key - Si Tu Savais (Remix)
- 2001: Akhenaton - K (AKH) (DJ Mehdi Remix/DJ Mehdi Instrumental Remix)
- 2002: Next Evidence - Dance On (DJ Mehdi Remix/DJ Mehdi's Dub)
- 2002: Etienne de Crécy - Out of My Hands (DJ Mehdi Remix)
- 2003: Asian Dub Foundation - Fortress Europe (Techno Organisation Remix)
- 2004: Wayne Shorter - Footprints (Dub aka DJ Mehdi Remix)
- 2006: Architecture in Helsinki - In Case We Die (DJ Mehdi Remix)
- 2006: New Young Pony Club - Ice Cream (DJ Mehdi Remix)
- 2007: Justice feat. Uffie - The Party (DJ Mehdi Remix)
- 2008: Sam Sparro - 21st Century Life (DJ Medhi's Secret Disco Dub)
- 2008: Ghostface Killah feat. Mapei - Charlie Brown (DJ Mehdi Remix)
- 2008: Busy P feat. Murs - To Protect And Entertain (DJ Mehdi 99Rap Mix)
- 2008: David Rubato - Circuit (DJ Mehdi Remix)
- 2009: Buraka Som Sistema feat. DJ Znobia, M.I.A., Saborosa & Puto Prata- Sound of Kuduro(DJ Medhi's Sound of Terror Remix)
- 2009: Erol Alkan & Boys Noize - Death Suite (DJ Mehdi's Simple Acid Edit)
- 2009: Miike Snow - Burial (DJ Mehdi Remix)
- 2009: Steed Lord - Dirty Mutha (DJ Mehdi Remix)
- 2010: DyE - Neige 606 (DJ Mehdi Remix)
- 2010: The Krays (Yuksek & Brodinski) We'e Ready When You Are (DJ Mehdi Remix)
- 2010: Zombie Nation - Overshoot (DJ Mehdi Remix)
- 2010: Eli Escobar feat. Amanda Blank - Love Thing (DJ Mehdi Remix)

### Carte Blanche
- 2010: Carte Blanche - Black Billinonaires EP
- 2011: Carte Blanche - White Man On The Moon EP